# Fraser MacPherson
John Fraser MacPherson, CM (10. dubna 1928, St. Boniface, Manitoba, Kanada – 27. září 1993, Vancouver, Kanada) byl kanadský jazzový saxofonista. V roce 1987 mu byl udělen řád CM. Je držitelem ceny Juno Award.